# Сноу-Гілл (Меріленд)
Сноу-Гілл (англ. Snow Hill) — місто (англ. town) в США, в окрузі Вустер штату Меріленд. Населення — 2156 осіб (2020).

## Географія
Сноу-Гілл розташований за координатами 38°9′57″ пн. ш. 75°23′47″ зх. д. / 38.16583° пн. ш. 75.39639° зх. д. (38.165889, -75.396297).  За даними Бюро перепису населення США в 2010 році місто мало площу 8,08 км², з яких 7,79 км² — суходіл та 0,29 км² — водойми.

## Демографія
Згідно з переписом 2010 року, у місті мешкали 2103 особи в 871 домогосподарстві у складі 557 родин. Густота населення становила 260 осіб/км².  Було 1005 помешкань (124/км²).
Расовий склад населення:
| - 57,0 % — білих - 39,0 % — чорних або афроамериканців - 1,3 % — азіатів - 0,2 % — корінних американців |

До двох чи більше рас належало 2,2 %. Частка іспаномовних становила 1,6 % від усіх жителів.
За віковим діапазоном населення розподілялося таким чином: 23,2 % — особи молодші 18 років, 56,6 % — особи у віці 18—64 років, 20,2 % — особи у віці 65 років та старші. Медіана віку мешканця становила 44,7 року. На 100 осіб жіночої статі у місті припадало 85,0 чоловіків;  на 100 жінок у віці від 18 років та старших — 74,9 чоловіків також старших 18 років.
Середній дохід на одне домашнє господарство  становив 51 538 доларів США (медіана — 38 194), а середній дохід на одну сім'ю — 61 342 долари (медіана — 50 313). Медіана доходів становила 31 094 долари для чоловіків та 35 417 доларів для жінок. За межею бідності перебувало 26,6 % осіб, у тому числі 46,3 % дітей у віці до 18 років та 10,2 % осіб у віці 65 років та старших.
Цивільне працевлаштоване населення становило 1004 особи. Основні галузі зайнятості: освіта, охорона здоров'я та соціальна допомога — 24,7 %, мистецтво, розваги та відпочинок — 17,6 %, роздрібна торгівля — 16,6 %.